# Solidago chilensis
Solidago chilensis là một loài thực vật có hoa trong họ Cúc. Loài này được Meyen miêu tả khoa học đầu tiên năm 1834.